# Volker Mayer-Lay

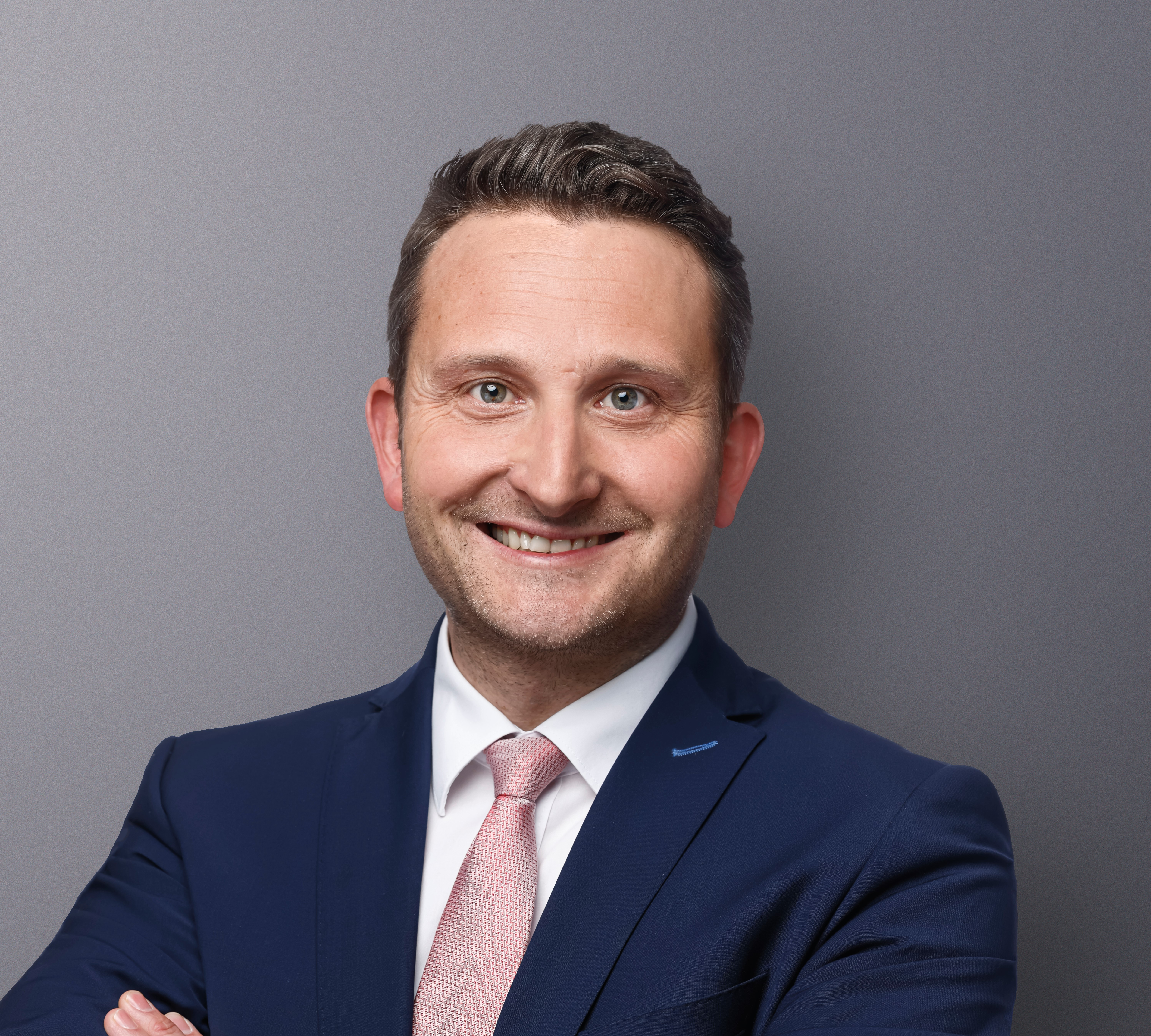
Volker Mayer-Lay (2021)

Volker Fred Mayer-Lay (* 22. Juni 1981 in Überlingen) ist ein deutscher Politiker (CDU) und seit 2021 Mitglied des Deutschen Bundestages.

## Ausbildung und Beruf
Mayer-Lay besuchte ab 1988 die Grundschule Nußdorf, 2001 absolvierte er das Abitur am Allgemeinbildenden Gymnasium in Überlingen. Anschließend leistete er seinen einjährigen Grundwehrdienst in Sigmaringen. Bis 2008 studierte er Rechtswissenschaft an der Universität Konstanz und erhielt sein erstes juristisches Staatsexamen. Es folgte sein juristischer Vorbereitungsdienst unter anderem am Landgericht Konstanz, der Staatsanwaltschaft Konstanz und einer Verwaltungsstation im Regierungspräsidium Tübingen. 2010 absolvierte er das zweite juristische Staatsexamen.
Im Juni 2010 erhielt er seine Zulassung zur Anwaltschaft durch die Rechtsanwaltskammer Freiburg. Im nächsten Monat startete er seine selbständigen Tätigkeit als Rechtsanwalt in der Kanzlei „Mayer-Lay und Kollegen“ in Überlingen. 2013 machte er seine Ausbildung zum Mediator & Systemischen Coach und im November 2013 eine Fortbildung zum Mediator im Bereich Wirtschaft und Arbeit. Im Dezember 2014 verlieh ihm die Rechtsanwaltskammer Freiburg die Bezeichnung Fachanwalt für Miet- und Wohnungseigentumsrecht. Im nächsten Jahr folgte eine Verleihung der Bezeichnung Fachanwalt für Verkehrsrecht. Im März 2017 wurde er zum ADAC-Vertragsanwalt für den Bereich Überlingen ernannt.

## Politischer Werdegang

### Junge Union und CDU
Von 2002 bis 2017 war Mayer-Lay Mitglied der Jungen Union, seit 2003 ist er Mitglied der CDU. Von 2003 bis 2008 war er Kreisvorsitzender der Jungen Union Bodensee. Seit 2004 ist er Mitglied der Paneuropa-Union Deutschlands, wobei er mehrere Jahre im Landesvorstand Baden-Württembergs der Paneuropa-Jugend tätig war. Von 2005 bis 2009 war er Beisitzer im Ortsvorstand der CDU Überlingen, von 2009 bis 2014 dort Pressesprecher. Zudem war er von 2009 bis 2019 Ortschaftsrat im Überlinger Teilort Nußdorf. Von 2010 bis 2011 war er Beisitzer im Bezirksvorstand der Jungen Union Württemberg-Hohenzollern. Von 2010 bis 2017 war er stellvertretender Kreisvorsitzender der CDU Bodenseekreis. Seit 2012 ist er Mitglied im Landesfachausschuss Energie, Umwelt und Klimaschutz der CDU Baden-Württemberg. Von 2014 bis 2016 war er stellvertretender Ortsverbandsvorsitzender der CDU Überlingen.

### Kommunalpolitik
Von 2014 bis 2019 war er Stadtrat der großen Kreisstadt Überlingen und stellvertretender Fraktionssprecher sowie Aufsichtsrat der Überlingen Marketing und Tourismus GmbH. Von 2017 bis 2019 war er Aufsichtsrat der Stadtwerke Überlingen. Seit 2017 ist er Kreisvorsitzender der CDU Bodenseekreis und Mitglied der Mittelstandsunion. Seit 2018 ist er Mitglied im Landesfachausschuss Äußere Sicherheit und Entwicklung der CDU Baden-Württemberg. Seit 2019 ist er Kreisrat im Kreistag des Bodenseekreises und Mitglied der Regionalverbandsversammlung Bodensee-Oberschwaben. Seit 2020 ist er Aufsichtsrat der Caritas im Dekanat Linzgau. Seit 2021 ist er zudem Mitglied der Klimaunion.

### Deutscher Bundestag
Bei der Bundestagswahl 2021 gewann er das Direktmandat im Bundestagswahlkreis Bodensee mit 30,4 Prozent der Erststimmen. Im 20. Deutschen Bundestag war er Mitglied im Verteidigungsausschuss und im Parlamentarischen Beirat für nachhaltige Entwicklung sowie stellvertretendes Mitglied im Ausschuss für Umwelt, Klimaschutz, Naturschutz und nukleare Sicherheit.
2025 errang bei der Bundestagswahl 2025 das Direktmandat im Bundestagswahlkreis Bodensee, wo seine Gegenkandidatin Alice Weidel (AfD) war, und zog in den 21. Deutschen Bundestag ein. Dort ist er ordentliches Mitglied im Ausschuss für Umwelt, Klimaschutz, Naturschutz und nukleare Sicherheit und im Verteidigungsausschuss sowie stellvertretendes Mitglied im Auswärtigen Ausschuss und im Verkehrsausschuss. Zudem wurde er zum Sprecher der Union im parlamentarischen Beirat für nachhaltige Entwicklung und Zukunftsfragen (PBnEZ) ernannt.

## Privates
Mayer-Lay ist ledig und römisch-katholischer Konfession.